# Secretaría de Turismo

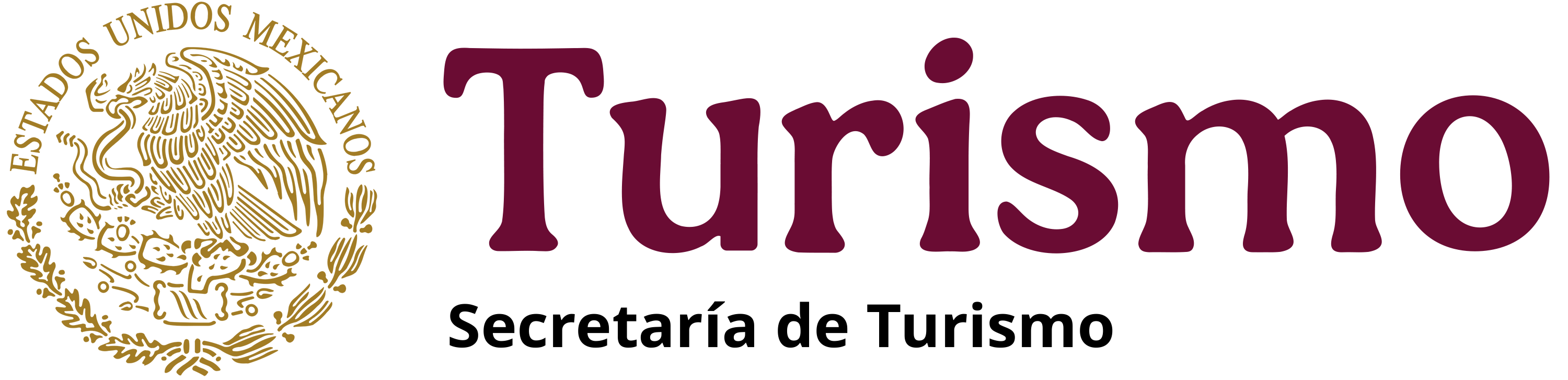
SECTUR

Das Secretaría de Turismo (SECTUR) ist das politische „Sekretariat (der Regierung) für Tourismus“ in Mexiko. Als Sekretariat der Regierung ist es vergleichbar mit einem Ministerium einer Staatsregierung.
Das SECTUR wurde 1975 unter Präsident Luis Echeverría zur Förderung des Fremdenverkehrs in Mexiko gegründet. Es ist gegliedert in drei Untersekretariate (Subsecretarías) für „Tourismusaktionen“ (Operación Turística), „Touristikplanung“ (Planeación Turística) und „Innovation und Qualität“ (Innovación y Calidad).

## Bisherige Sekretäre
Das Amt eines „Secretario“ / einer „Secretaria“ der Regierung in Mexiko ist vergleichbar mit dem eines Ministers einer Staatsregierung.
| Amtsinhaber                        | Amtszeit                           | Präsident                          | Zeitraum                           |
| Secretario / Secretaria de Turismo | Secretario / Secretaria de Turismo | Secretario / Secretaria de Turismo | Secretario / Secretaria de Turismo |
| ---------------------------------- | ---------------------------------- | ---------------------------------- | ---------------------------------- |
| Julio Hirschfield Almada           | 1975–1976                          | Luis Echeverría                    | 1970–1976                          |
| Guillermo Rossell de la Lama       | 1976–1980                          | José López Portillo                | 1976–1982                          |
| Rosa Luz Alegría                   | 1980–1982                          | José López Portillo                | 1976–1982                          |
| Antonio Enríquez Savignac          | 1982–1988                          | Miguel de la Madrid                | 1982–1988                          |
| Carlos Hank González               | 1988–1990                          | Carlos Salinas de Gortari          | 1988–1994                          |
| Pedro Joaquín Coldwell             | 1990–1993                          | Carlos Salinas de Gortari          | 1988–1994                          |
| Jesús Silva Herzog                 | 1993–1994                          | Carlos Salinas de Gortari          | 1988–1994                          |
| Silvia Hernández                   | 1994–1997                          | Ernesto Zedillo                    | 1994–2000                          |
| Óscar Espinosa Villarreal          | 1997–2000                          | Ernesto Zedillo                    | 1994–2000                          |
| Leticia Navarro                    | 2000–2003                          | Vicente Fox                        | 2000–2006                          |
| Rodolfo Elizondo Torres            | 2003–2010                          | Vicente Fox                        | 2000–2006                          |
| Rodolfo Elizondo Torres            | 2003–2010                          | Felipe Calderón Hinojosa           | 2006–2012                          |
| Gloria Guevara Manzo               | 2010–2012                          | Felipe Calderón Hinojosa           | 2006–2012                          |
| Claudia Ruiz Massieu Salinas       | 2012–2015                          | Enrique Peña Nieto                 | 2012–2015                          |
| Enrique de la Madrid Cordero       | 2015–2018                          | Enrique Peña Nieto                 | 2012–2015                          |
| Miguel Torruco Marqués             | 2018–                              | Andrés Manuel López Obrador        | 2018–                              |